# Silva-Coronel
Silva-Coronel oder Silva-Coroner war ein französischer Hersteller von Automobilen.

## Unternehmensgeschichte
Der Spanier Silva de Coroner lebte in Paris. Er gründete dort 1927 das Unternehmen und begann mit der Produktion von Automobilen. Der Markenname lautete Silva-Coronel oder Silva-Coroner. Abnehmer war ein Kunde aus Ägypten. 1928 endete die Produktion. Insgesamt entstanden mindestens zwei oder fünf Fahrzeuge.

## Fahrzeuge
Das einzige Modell 21 CV war mit einem Achtzylinder-Reihenmotor 2490 cm³ Hubraum ausgestattet. Der Radstand betrug 330 cm. Das Getriebe verfügte über drei Gänge. Eine Limousine mit Linkslenkung und ein Sportwagen mit Rundheck und Rechtslenkung werden in der Literatur genannt.